# Lucía Sánchez Saornil

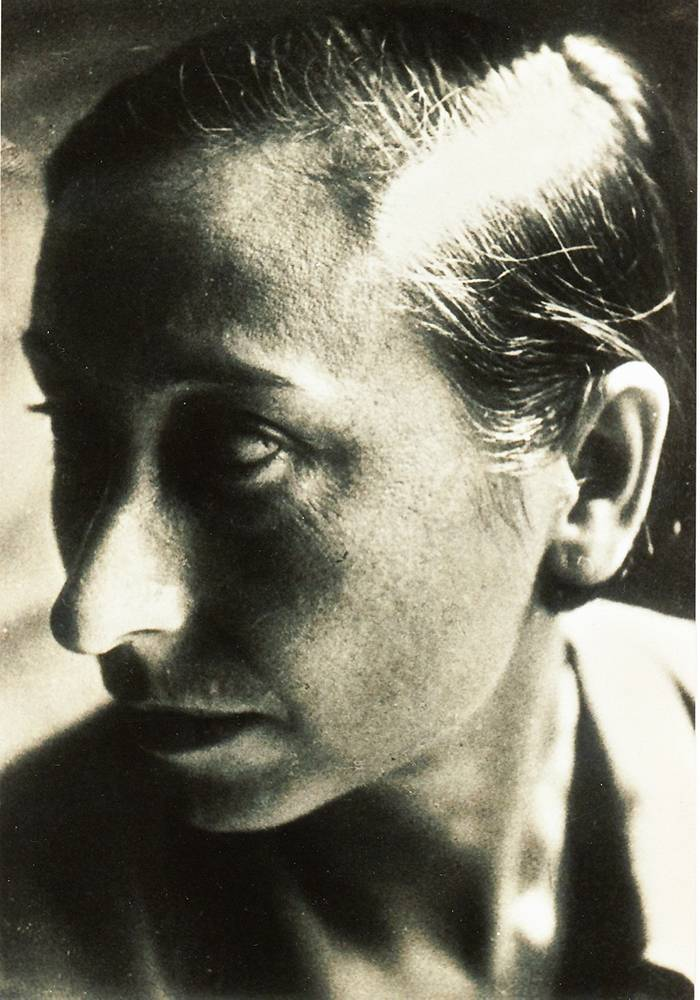
Lucía Sánchez Saornil, 1938.

Lucía Sánchez Saornil, född 1895, död 1970, var en spansk poet, militant anarkist och feminist. Hon är bäst känd för att vara en av grundarna till Mujeres Libres, men arbetade också i Confederación Nacional del Trabajo (CNT) och Solidaridad Internacional Antifascista (SIA).